# COQ10A
COQ10A (англ. Coenzyme Q10A) – білок, який кодується однойменним геном, розташованим у людей на 12-й хромосомі. Довжина поліпептидного ланцюга білка становить 247 амінокислот, а молекулярна маса — 27 686.
| 10         |  | 20         |  | 30         |  | 40         |  | 50         |
| ---------- |  | ---------- |  | ---------- |  | ---------- |  | ---------- |
| MAWAGSRRVP |  | AGTRAAAERC |  | CRLSLSPGAQ |  | PAPPPGPLPP |  | PRPMRFLTSC |
| SLLLPRAAQI |  | LAAEAGLPSS |  | RSFMGFAAPF |  | TNKRKAYSER |  | RIMGYSMQEM |
| YEVVSNVQEY |  | REFVPWCKKS |  | LVVSSRKGHL |  | KAQLEVGFPP |  | VMERYTSAVS |
| MVKPHMVKAV |  | CTDGKLFNHL |  | ETIWRFSPGI |  | PAYPRTCTVD |  | FSISFEFRSL |
| LHSQLATMFF |  | DEVVKQNVAA |  | FERRAATKFG |  | PETAIPRELM |  | FHEVHQT    |

A: Аланін

C: Цистеїн

D: Аспарагінова кислота

E: Глутамінова кислота

F: Фенілаланін

G: Гліцин

H: Гістидин

I: Ізолейцин

K: Лізин

L: Лейцин

M: Метіонін

N: Аспарагін

P: Пролін

Q: Глутамін

R: Аргінін

S: Серин

T: Треонін

V: Валін

W: Триптофан

Задіяний у такому біологічному процесі, як альтернативний сплайсинг. 
Локалізований у мембрані, мітохондрії, внутрішній мембрані мітохондрії.